# Ендрю Ніколсон
Е́ндрю Ніколсон  (англ. Andrew Nicholson; нар. 1 серпня 1961) — новозеландський вершник, олімпійський медаліст.

## Виступи на Олімпіадах
| Олімпіада         | Дисципліна           | Місце  |
| ----------------- | -------------------- | ------ |
| Лос-Анджелес 1984 | триборство, особисті | 28     |
| Лос-Анджелес 1984 | триборство, командні | 6      |
| Барселона 1992    | триборство, особисті | 16     |
| Барселона 1992    | триборство, командні | 2      |
| Атланта 1996      | триборство, особисті | участь |
| Атланта 1996      | триборство, командні | 3      |
| Афіни 2004        | триборство, особисті | участь |
| Афіни 2004        | триборство, командні | 5      |
| Пекін 2008        | триборство, особисті | участь |
| Пекін 2008        | триборство, командні | 5      |
| Лондон 2012       | триборство, особисті | 4      |
| Лондон 2012       | триборство, командні | 3      |

## Зовнішні посилання
- Досьє на sport.references.com [Архівовано 19 вересня 2011 у Wayback Machine.]

1. ↑  https://dpmc.govt.nz/publications/queens-birthday-honours-list-2018